# コスモコーポレーション
株式会社コスモコーポレーション（Cosmo.Corporation ）は、奈良県天理市に本社を置く企業である。カラオケボックス「カラオケレインボー」を運営している。

## 沿革
- 1996年（平成8年）7月 - 創業[1]。
- 1999年（平成11年）7月 - 有限会社コスモコーポレーションを設立[1]。
- 2006年（平成18年）11月 - 株式会社コスモコーポレーションに改組[1]。

## カラオケレインボー
本社のある奈良県をはじめとして、大阪府など関西地区を中心に展開しており、関東地区にも一部展開している。